# Konkona Sen Sharma
Konkona Sen Sharma (Nuova Delhi, 3 dicembre 1979) è un'attrice indiana.
Si tratta di uno dei volti nuovi di Bollywood. È la figlia della regista Aparna Sen.
Dopo il debutto avvenuto a soli quattro anni, ha iniziato la sua carriera adulta nel 2001.
Ha vinto vari Filmfare Awards. Le sue più famose interpretazioni sono quelle in Life in a Metro e in La verità negli occhi.

## Filmografia
- Indira, regia di Dinen Gupta (1983)
- Amodini, regia di Chidananda Das Gupta (1994)
- Ek Je Aachhe Kanya, regia di Subrata Sen (2000)
- Mr. and Mrs. Iyer, regia di Aparna Sen (2002)
- Titli, regia di Rituparno Ghosh (2002)

- Chai Pani Etc., regia di Manu Rewal (2004)
- Amu, regia di Shonali Bose (2005)
- Page 3, regia di Madhur Bhandarkar (2005)
- 15 Park Avenue, regia di Aparna Sen (2005)
- Mixed Doubles, regia di Rajat Kapoor (2006)
- Dosar, regia di Rituparno Ghosh (2006)
- Yun Hota Toh Kya Hota, regia di Naseeruddin Shah (2006)
- Omkara, regia di Vishal Bhardwaj (2006)
- Deadline: Sirf 24 Ghante, regia di Tanveer Khan (2006)
- Traffic Signal, regia di Madhur Bhandarkar (2007)
- Life in a Metro, regia di Anurag Basu (2007)
- La verità negli occhi (Laaga Chunari Mein Daag: Journey of a Woman), regia di Pradeep Sarkar (2007)
- Aaja Nachle, regia di Anil Mehta (2007)
- 8, regia collettiva (2008) - (cortometraggio How can it be?)
- Dil Kabaddi, regia di Anil Senior (2008)
- The President Is Coming, regia di Kunaal Roy Kapur (2009)
- Luck by Chance, regia di Zoya Akhtar (2009)
- Wake Up Sid, regia di Ayan Mukerji (2009)
- Atithi Tum Kab Jaoge?, regia di Ashwani Dhir (2010)
- Right Yaaa Wrong, regia di Neeraj Pathak (2010)
- Mirch, regia di Vinay Shukla (2010)
- Iti Mrinalini: An Unfinished Letter..., regia di Aparna Sen (2010)
- 7 Khoon Maaf, regia di Vishal Bhardwaj (2011)
- Shunyo Awnko: Act Zero, regia di Gautam Ghose (2013)
- Goynar Baksho, regia di Aparna Sen (2013)
- Ek Thi Daayan, regia di Kannan Iyer (2013)
- Meridian Lines, regia di Venod Mitra (2013)
- Sunglass, regia di Rituparno Ghosh (2013)
- Gour Hari Dastaan: The Freedom File, regia di Anant Mahadevan (2015)
- Shajarur Kanta, regia di Saibal Mitra (2015)
- Kadambari, regia di Suman Ghosh (2015)
- Saari Raat, regia di Aparna Sen (2015)
- The Last Poem, regia di Suman Mukhopadhyay (2015)
- Talvar, regia di Meghna Gulzar (2015)
- Akira, regia di A.R. Murugadoss (2016)
- Lipstick Under My Burkha, regia di Alankrita Shrivastava (2016)
- Dolly Kitty and Those Shining Stars (Dolly Kitty Aur Woh Chamakte Sitare), regia di Alankrita Shrivastava (2019)
- Ramprasad Ki Tehrvi, regia di Seema Pahwa (2019)
- Cargo, regia di Arati Kadav (2019)
- Ajeeb Daastaans, regia collettiva (2021)
- Yeh Haalath feat. Zara Khan, regia di Zara Khan (2021)
- The Rapist, regia di Aparna Sen (2021)